# 158 a. C.
El año 158 a. C. fue un año del calendario romano prejuliano. En el Imperio romano, fue conocido como el año 596 Ab Urbe condita.

## Acontecimientos
- A petición de los romanos, Ariarates V, rey de Capadocia, rechaza una propuesta del rey seléucida, Demetrio I, para que él se casara con la hermana de Demetrio, Laódice de Siria. En respuesta, fuerzas seléucidas atacan Capadocia y quitan a Ariarates V del trono capadocio. Demetrio I entonces lo reemplaza con Orofernes Nicéforo, un supuesto hijo del rey muerto, Ariarates IV. Con Ariarates V privado de su reino, él huye a Roma.